# Сентрал (Луизијана)
Сентрал (енгл. Central) град је у америчкој савезној држави Луизијана.

## Демографија
По попису из 2010. године број становника је 26.864.
| Група             | 2000.    | 2010.          |
| Белци             | 0 (0,0%) | 23.706 (88,2%) |
| Афроамериканци    | 0 (0,0%) | 2.241 (8,3%)   |
| Азијати           | 0 (0,0%) | 152 (0,6%)     |
| Хиспаноамериканци | 0 (0,0%) | 433 (1,6%)     |
| Укупно            | 0        | 26.864         |